# David Pardo Simón
David Pardo Simón (Orihuela, 1995) es un jugador de ajedrez español, que tiene el título de Maestro Internacional desde 2012.
En la lista de Elo de la FIDE de septiembre de 2015, tenía un Elo de 2491 puntos, lo que le convertía en el jugador número 29 (en activo) de España y es el máximo de su historial.

## Resultados destacados en competición
David Pardo comenzó a jugar al ajedrez a los 8 años. Ha obtenido destacados resultados en ajedrez de base: en 2005 fue subcampeón de España Sub-10, en 2006 y 2007 campeón Sub-12, y campeón en 2009 en Sub-14. También ganó en la División de Honor de la Liga Catalana de Ajedrez en 2009, jugando en el equipo Barcelona-Unió Gracienca d'Escacs. Ha participado en los campeonatos europeos juveniles.
En junio de 2013 fue campeón del XV Obert Internacional del Foment Martinenc con 7½ puntos de 9, un punto más que Alfonso Jérez Pérez y un punto y medio más que Hipòlit Asis Gargatagli. En diciembre de 2014, fue tercero en el Circuit Gironí d'Escacs Actius (el campeón fue Levan Aroshidze). En agosto de 2015 fue 2.º-5.º del Abierto Internacionak de Ajedrez Ciudad de Badalona, con 7 puntos de 9, a medio punto del primer clasificado, Fernando Peralta.